# Сейда (станция)
Сейда — станция Сосногорского региона Северной железной дороги, находящаяся в посёлке Сейда муниципального образования городского округа «Воркута» Республики Коми, у впадения реки Сейды в Усу, на правом берегу Сейды.
На станции останавливаются дальние поезда, связывающие Воркуту и Лабытнанги с другими северно- и среднерусскими регионами, а также местные поезда по маршрутам Инта 1 — Воркута и Лабытнанги — Воркута. Сейда — последняя крупная станция перед ответвлением на Лабытнанги, поезда Лабытнанги — Воркута разворачиваются на станции Сейда. Поезд № 954 Воркута — Лабытнанги следует по четным дням с хлебораздачей.

## Дальнее следование по станции
По состоянию на декабрь 2018 года по станции курсируют следующие поезда дальнего следования:
| Круглогодичное обращение поездов | Круглогодичное обращение поездов | Круглогодичное обращение поездов | Круглогодичное обращение поездов |
| № поезда                         | Маршрут движения                 | № поезда                         | Маршрут движения                 |
| -------------------------------- | -------------------------------- | -------------------------------- | -------------------------------- |
| 21 "Полярная стрела"             | Лабытнанги — Москва              | 22 "Полярная стрела"             | Москва — Лабытнанги              |
| 41 "Воркута"                     | Воркута — Москва                 | 42 "Воркута"                     | Москва — Воркута                 |
| 77                               | Воркута — Санкт-Петербург        | 78                               | Санкт-Петербург — Воркута        |
| 89                               | Воркута — Нижний Новгород        | 90                               | Нижний Новгород — Воркута        |
| 309                              | Воркута — Адлер                  | 310                              | Адлер — Воркута                  |
| 311                              | Воркута — Новороссийск           | 312                              | Новороссийск — Воркута           |
| 375                              | Воркута — Москва                 | 376                              | Москва — Воркута                 |
| 653/654                          | Воркута — Лабытнанги             | 653/654                          | Лабытнанги — Воркута             |
| 655/656                          | Воркута — Лабытнанги             | 655/656                          | Лабытнанги — Воркута             |

| Сезонное обращение поездов | Сезонное обращение поездов | Сезонное обращение поездов | Сезонное обращение поездов |
| № поезда                   | Маршрут движения           | № поезда                   | Маршрут движения           |
| -------------------------- | -------------------------- | -------------------------- | -------------------------- |
| 209                        | Лабытнанги — Москва        | 210                        | Москва — Лабытнанги        |
| 287                        | Воркута — Белгород         | 288                        | Белгород — Воркута         |